# حسن هندو
حسن هندو،حسن خندو که در لری خندو،هندو تلفظ می شود.روستایی در دهستان جوانمردی بخش مرکزی شهرستان خانمیرزا در استان چهارمحال و بختیاری ایران است.

## جمعیت
بر پایه سرشماری عمومی نفوس و مسکن در سال ۱۳۹۵، جمعیت این روستا برابر با ۱٬۵۳۵ نفر (۴۳۲ خانوار) بوده‌است.